# Шмит, Нина Николаевна
Нина Николаевна Шмит (урождённая Ахвердова; 1851, Смоленск — 20 июня 1889, Санкт-Петербург) — русская писательница, писавшая под псевдонимом «княгиня Вера Троицкая» (некоторые произведения подписывала его вариациями, например, «Кн-я В. Троицкая»).
Отец Нины, генерал Николай Александрович Ахвердов, занимал должность смоленского губернатора. Затем он был назначен сенатором и переехал с семьей в Петербург, где девятилетняя Шмит была отдана в пансион. В ранней молодости она пробовала писать небольшие стихотворения, пьесы для домашнего театра и т. п., но на литературном поприще она выступила только в 1884 году со своим большим романом «Погасшая искра», напечатанном в журнале «Колосья» за 1884 год.
Её романы «Порванные цепи», «Отнятое счастье» и другие преимущественно изображали жизнь большого света, близко знакомого Нине Шмит. Была похоронена на Смоленском православном кладбище; могила утрачена.